# Theodor M. Bardmann
Theodor M. Bardmann (* 1955) ist ein deutscher Soziologe, Systemtheoretiker, Bildwissenschafter (mit den Schwerpunkten Theorie, Geschichte und Praxis der Fotografie) und Hochschullehrer. Als Hochschullehrer war er Privatdozent für Soziologie am Institut für Soziologie an der RWTH Aachen und bis 2020 Professor für Medienkommunikation an der Hochschule Niederrhein.

## Leben
Theodor M. Bardmann studierte Soziologie an der Universität Bielefeld sowie Foto- und Filmtechnik am Fachbereich Design der FH Bielefeld. Er war in der Freien Jugendarbeit wie auch als freier Lokalreporter bei den Ruhr Nachrichten tätig. In seiner Bielefelder Zeit war Bardmann Schüler von Niklas Luhmann.
Es folgte die Promotion an der Philosophischen Fakultät der  RWTH Aachen mit der Promotionsschrift „Die mißverstandene Freizeit. Freizeit als soziales Zeitarrangement in der modernen Organisationsgesellschaft“ sowie wie die Habilitation an der Philosophischen Fakultät der RWTH Aachen. Die Habilitationsschrift trägt den Titel: „Wenn aus Arbeit Abfall wird. Aufbau und Abbau organisatorischer Realitäten“.
Seit 1994 arbeitete er als Professor für Massenkommunikation und Gesellschaftliche Aspekte der Massenmedien an der Hochschule Niederrhein, zugleich als Privatdozent für Soziologie an der Philosophischen Fakultät der RWTH Aachen. Er vertrat Gastprofessuren an der Universität Hildesheim, der Universität Duisburg-Essen und der Universität Wien. Seit 2003 hatte er die Professur für Medienkommunikation an der Hochschule Niederrhein inne.
Die Schwerpunkte seiner wissenschaftlichen Arbeit sind Allgemeine Systemtheorie, Systemische Analyse-, Handlungs- und Kommunikationskonzepte, Organisationssoziologie, Mediale Kommunikation (mit dem Schwerpunkt Video- und digitale Bildbearbeitungstechnik), soziologische Aspekte der Kommunikation technischer Bilder.
2018 erhielt Theodor M. Bardmann ein Opus-magnum-Stipendium der Volkswagenstiftung für das Projekt „Die Bilder der Gesellschaft. Fotografie und funktionale Differenzierung“. Unter gleichem Titel publizierte Bardmann 2023 seine Studie in vier Bänden im Brill Fink Verlag. Bardmanns Studie bietet zum ersten Mal einen detailreichen Überblick über die unterschiedlichen Gebrauchsweisen fotografischer Bilder in den verschiedenen Funktionskontexten der modernen Gesellschaft. Die Studie arbeitet heraus, wie sehr technische Bilder Einfluss nehmen nicht nur auf menschliches Denken, Empfinden, Entscheiden und Handeln, sondern vor allem auf die Gestaltung sozialer Prozesse und gesellschaftlicher Strukturen.

## Schriften (Auswahl)

### Als Autor
- Die missverstandene Freizeit. Freizeit als soziales Zeitarrangement in der modernen Organisationsgesellschaft. Stuttgart: Enke 1986, ISBN 978-3-432-95441-7.
- Wenn aus Arbeit Abfall wird. Aufbau und Abbau organisatorischer Realitäten. Frankfurt am Main: Suhrkamp 1994, ISBN 978-3-518-28717-0.
- Unterscheide! Konstruktivistische Perspektiven in Theorie und Praxis. Aachen: Kersting 1997, ISBN 978-3-928047-11-1.
- Zirkuläre Positionen, Bd. 1: Konstruktivismus als praktische Theorie. Opladen: Westdeutscher Verlag 1997, ISBN 978-3-531-12964-8.
- Zirkuläre Positionen, Bd. 2: Die Konstruktion der Medien. Opladen: Westdeutscher Verlag 1998, ISBN 978-3-531-13218-1.
- Zirkuläre Positionen, Bd. 3 (hrsg. mit Torsten Groth): Organisation, Management und Beratung. Wiesbaden: Westdeutscher Verlag 2001, ISBN 978-3-531-13607-3.
- Die Kunst des Unterscheidens. Eine Einführung ins wissenschaftliche Denken und Arbeiten für soziale Berufe. Wiesbaden: Springer VS 2015, ISBN 978-3-658-08629-9.
- Die Bilder der Gesellschaft. Fotografie und funktionale Differenzierung. Band 1–4. Paderborn: Brill/Fink Verlag 2023, ISBN 978-3-7705-6789-8.[1]

### Als Mitherausgeber
- Das gepfefferte Ferkel. Lesebuch für Sozialarbeiter und andere Konstruktivisten. Aachen: Kersting 1991, ISBN 978-3-928047-00-5.
- Die Kybernetik der Sozialarbeit. Ein Theorieangebot. Aachen: Kersting 1996, ISBN 978-3-928047-16-6.
- "Gibt es eigentlich den Berliner Zoo noch?" Erinnerungen an Niklas Luhmann. Konstanz: UVK 1999, ISBN 978-3-87940-696-8.